# Working flair

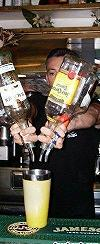
Rocco Abazia working flair 4 bottiglie

Il working flair è una branca di specializzazione del Flair bartending

## Caratteristiche
- Utilizza tecniche acrobatiche con shaker e bottiglie piene d'alcol allo scopo di costruire uno o più cocktails.
- A differenza del Exhibition flair nel working flair le acrobazie non prevedono rotazioni delle bottiglie, essendo esse piene d'alcol e i movimenti risultano essere più plastici e morbidi.
- Il Working flair viene introdotto al fine di attirare l'attenzione del cliente e indurlo a ordinare.

## Percorso professionale
Si frequentano corsi di American Bartending diventando Bartender e solo in seguito iscrivendosi a corsi di Flair bartending si diventa Flair bartender e quindi specialisti in working flair.